# Vlijmense Mixed Hockey Club
MHC Vlijmen is een Nederlandse hockeyclub uit de Noord-Brabantse plaats Vlijmen.
De club werd opgericht op 1 september 1978 en speelt op het Sportpark De Hoge Heide, waar ook een tennis- en een voetbalvereniging zijn gevestigd. Zowel het eerste herenteam als damesteam komt in het seizoen 2014/15 uit in de Derde klasse van de KNHB.

## (Oud-)internationals van Vlijmense Mixed Hockey Club
- Maartje Goderie
- Vera Vorstenbosch
- Lieke Hulsen
- Pauline Brugts
- Carlien Dirkse van den Heuvel